# 堀越陽子
堀越 陽子（ほりこし ようこ、女性、1950年（昭和25年）11月4日 - ）は、日本の女優。本名および旧芸名は堀越 光恵。東京都中野区出身。

## 来歴・人物
1971年に『ミス着物』『ミス・アジア』に続けて選ばれる。
劇団四季の研究生を経て、1972年に東映入社。
「ポスト藤純子」として期待され、本名の堀越光恵名義で『東京-ソウル-バンコック 実録麻薬地帯』、『仁義なき戦い 代理戦争』などに出演後、1974年（昭和49年）の『学生やくざ』から芸名を堀越陽子と改名。山下タダシ主演の『ザ・カラテ』シリーズで活躍。1976年（昭和51年）以降は以降はテレビドラマに活動の比重を移し、様々なジャンルの作品で活躍した。
1976年CX人間の條件で出征前の夫松平健に全裸を見せて欲しい、と言われオールヌードになった。
1981年（昭和56年）、俳優の横内正と結婚し芸能界を引退。2005年（平成17年）10月22日発売の雑誌『婦人公論』で離婚の危機にあることを告発、「婚姻費用分担請求」を申し立てることを明らかにした。これに対し、横内も仮面夫婦であったことを証し、「離婚調停」を申し立て、2006年（平成18年）3月7日協議離婚が成立した。
2006年（平成18年）4月から公立の小学校で非常勤講師をしながら、講演活動・テレビ出演を続けている。講師の経験を活かし、教育関連のボランティアにも携わっている。

## 学歴
- 1969年3月：和洋国府台女子高等学校卒業
- 1996年4月：和洋女子大学家政学部国文科入学
- 2000年3月：和洋女子大学家政学部国文科卒業
- 2001年4月：早稲田大学第二文学部文学言語系専修学士入学
- 2003年3月：早稲田大学第二文学部文学言語系専修卒業
- 2003年4月：早稲田大学大学院文学研究科科目等履修生
- 2004年4月：千葉大学大学院文学研究科人文科学専攻修士課程入学
- 2007年3月：千葉大学大学院文学研究科人文科学専攻修士課程修了

## 出演作品

### 映画
- 緋ぢりめん博徒 （1972年）
- 麻薬売春Gメン 恐怖の肉地獄 （1972年）
- 昭和残侠伝 破れ傘（1972年）
- 三池監獄 兇悪犯 （1973年）
- やくざ対Gメン 囮（1973年）
- まむしの兄弟 恐喝三億円（1973年）
- 東京-ソウル-バンコック 実録麻薬地帯（1973年）
- 仁義なき戦い 代理戦争（1973年）
- 仁義なき戦い 頂上作戦（1974年）
- 学生やくざ（1974年）
- 女囚（スケ）やくざ（1974年）
- ジーンズブルース 明日なき無頼派（1974年）
- 山口組外伝 九州進攻作戦（1974年）
- ザ・カラテ（1974年）
- ザ・カラテ2（1974年）
- ザ・カラテ3（1975年）
- 激突! 合気道（1975年）
- 悲愁物語（1977年）
- 沈黙の夏（1980年）

### テレビ
- 仮面ライダーV3 第17話「デビルスプレーは死神の武器」・第18話「悪魔の裏切り あやうしV3!」（1973年、MBS / 東映）-　高瀬ユリ子
- 刑事くん 第二部 第35話 「大空に翼はきらめく」（1973年、TBS / 東映）
- 非情のライセンス （NET~ANB / 東映）
  - 第1シリーズ 第43話「兇悪の霊柩車」（1974年） - 平本早苗
  - 第2シリーズ 第113・114話「男（前・後編）」（1977年） - 京子
  - 第3シリーズ 第15話「兇悪のファミリー・殺意の重奏」（1980年） - 神村明子
- 運命峠（1974年、KTV）
- 池田大助捕物日記 第17話「目撃した女」（1975年、KTV）
- ザ★ゴリラ7 第20話「波止場に立つ女」（1975年、NET / 東映） - 中沢ケイ子
- 銀河テレビ小説　「女の森で」（1975年、NHK） - かよ子
- 影同心 第24話「男の操は殺し節」（1975年、MBS / 東映） - 小芳
- 徳川三国志（1975年、NET / 東映） - おたか
- 破れ傘刀舟 悪人狩り（NET / 三船プロ）
  - 第49話「火刑台の魔女」（1975年） - お信乃
  - 第104話「天保やっちゃば秘録」（1976年） - お千勢
- 銭形平次（CX / 東映）
  - 第454話「地獄河岸」（1975年） - 小花
  - 第696話「初手柄のんびり同心」（1981年） - お幸
- 人間の條件（1976年、CX）
- 刑事物語・星空に撃て! 第24話「友よ、鈴の声をきけ」（1976年、CX）
- 大江戸捜査網（12ch~TX / 三船プロ）
  - 第255話「三味の音は殺しの調べ」（1976年） - お小夜 ※里見浩太朗版
  - 第266話「夫婦花・無情の十手」（1976年） - 八重 ※里見浩太朗版
  - 第383話「女風呂殺人事件」（1979年） - おたか ※里見浩太朗版
  - 第409話「さらば音次郎」（1979年） - おまき ※里見浩太朗版
  - 第504話「盗賊紅蜘蛛の女」（1981年） - お久 ※松方弘樹版
  - 第583話「少女が襲う! 八歳の殺人者」（1983年） - おとよ※松方弘樹版
- 愛人関係（1977年、MBS）
- 人形佐七捕物帳 第15話「火事を出した幽霊」（1977年、ANB / 東映）
- 土曜ワイド劇場 （ANB）
  - 「東京空港殺人事件」（1977年）
  - 「白い手美しい手呪いの手」（1979年）
- 達磨大助事件帳 第10話「復讐の果てに」（1977年、ANB / 前進座 / 国際放映） - お稲
- 連続テレビ小説 「いちばん星」（1977年、NHK）- 梨江
- ライオン奥様劇場（フジテレビ）
  - 「妻であること」（1977年）- 文代
  - 「母系家族」（1980年）
- 江戸の旋風III 第16話「生き返った十手」（1977年、CX / 東宝）
- おくどはん（1977年 - 1979年、ABC / テレパック） - 伊藤尚子
- 新幹線公安官 第2シリーズ 第11話「略奪の死角」（1978年、ANB / 東映）
- 江戸の渦潮 第11話「虹を渡る浪人」（1978年、CX / 東宝）- 香世　(※元夫の横内正と夫婦役で共演)
- 桃太郎侍 （NTV / 東映）
  - 第95話「舞い込んだお姫様」（1978年）
  - 第152話「大江戸剣術王座決定戦」（1979年）
- 明日の刑事 第56話「プロ野球選手の汚い犯罪」（1978年、TBS / 大映テレビ）
- 高木彬光 白昼の死角（1979年、MBS / 東映）
- 特捜最前線 （ANB / 東映）
  - 第119話「サウスポーは死の匂い!」（1979年）
  - 第136話「誘拐1・貯水槽の恐怖」・第137話「誘拐II・果てしなき追跡」（1979年）
  - 第307話「証言を拒む女!」（1983年）- 宮里杏子
- 新五捕物帳 （NTV / ユニオン映画）
  - 第59話「女がはめた罠」（1979年）- お登久
  - 第127話「本所なみだ橋」（1980年） - おさよ
- 伝七捕物帳（テレビ朝日版） 第25話「鈴を振る女」（1979年、ANB）- おいね
- 花よめは16歳（1979年、ANB / 東映）
- 吉宗評判記 暴れん坊将軍 第111話「咲け! 姥捨山の恋」（1980年、ANB / 東映）
- 必殺仕事人 第83話「沈め技 花嫁偽装返し突き」（1981年、ABC / 松竹） - お勢
- 西部警察 第79話「婦人警官」（1981年、ANB / 石原プロ）  -  小山たか子婦警
- 水戸黄門 第11部 第22話「黄門様の子守唄 -伊勢原-」（1981年1月12日、TBS / C.A.L） - お梅
- 大岡越前 第6部 第5話「義賊業平小僧」（1982年、TBS / C.A.L） - お新
- 右門捕物帖（1982年 - 1983年、NTV）
  - 第19話「暗殺」（1983年）
  - 第32話「泥に咲く花」（1983年）
- 月曜ワイド劇場 / 私は女教師（1983年、ANB）
- 水曜グランドロマン / あぶない! 財テク主婦の株体験（1990年、NTV）
- ドラマ30 / 家族善哉 第37話～第40話（2007年、MBS）

### ラジオ
- NHKラジオドラマ / 五十歳の旅立ち（2007年）